# Ninja Reflex
Ninja Reflex è un videogioco sviluppato da Sanzaru Games e pubblicato da Electronic Arts.
Nel gioco ci sono diversi test, per esempio: prove di riflessi e di reazione dei giocatori.
Inoltre si possono sfidare gli amici nel concorso Head-to-Head.